# 奥西诺夫卡河
奥西诺夫卡河（俄语：Река Осиновка），又称浑河子，是滨海边疆区的河流，源起乌苏里斯克城区大顶山北坡，长53公里，流域面积470平方公里，在米哈伊洛夫卡区克列莫沃村下注入阿布拉莫夫卡河，总落差229米。

## 引用
1. ↑  А·П·穆拉诺夫. . 列宁格勒: 气象出版社. 1966 （俄语）.
2. ↑  . 列宁格勒: 气象出版社 （俄语）.
3. ↑  Т·А·基谢尔科瓦娅. . 列宁格勒: 气象出版社. 1977 （俄语）.
4. ↑  . Verumwiki （俄语）.